# 珍山荘ホテル
『珍山荘ホテル』は2003年4月12日から6月28日にかけて、朝日放送（ABCテレビ）にて放送（土曜日24時30分～25時）された深夜テレビドラマである。全11話。
テレビ朝日では火曜26時12分～26時42分に放送されていた。北陸朝日放送においても木曜深夜に放送枠を設けていた。

## あらすじ
地方都市のさびれたホテルが舞台。そこに暮らす支配人の岩井（渡辺いっけい）と作家の夏目（生瀬勝久）、毎週訪れるワケありの女性客を通して、さまざまな人間模様に触れていく。「伊賀上野の小さなホテルを舞台に心優しき二人の男と訳あり女性ゲストが織りなすライトコメディである。

## 放送リスト

### 第1話「黒いドレスの女」
- 放送日：2003年4月12日

### 第2話「忍びの女」
- 放送日：2003年4月19日

### 第3話「聴診器を持った女医」
- 放送日：2003年4月26日

### 第4話「演歌の美女」
- 放送日：2003年5月3日

### 第5話「オオカミ少年」
- 放送日：2003年5月10日

### 第6話「霊媒師の素顔」
- 放送日：2003年5月17日

### 第7話「開かない扉」
- 放送日：2003年5月24日

### 第8話「可愛くない女」
- 放送日：2003年5月31日

### 第9話「笑顔を忘れたアイドル」
- 放送日：2003年6月7日

### 第10話「恋する渡り鳥」
- 放送日：2003年6月21日

### 最終話「運命の日」
- 放送日：2003年6月28日

## スタッフ
- プロデューサー：深沢義啓、奈良井正巳
- 美術プロデューサー：口井雅弘
- 宣伝：黒川幸子
- 庶務：服部八壽子
- 協力：東通企画
- 製作著作：ABC